# معسكر العبور فستربورك

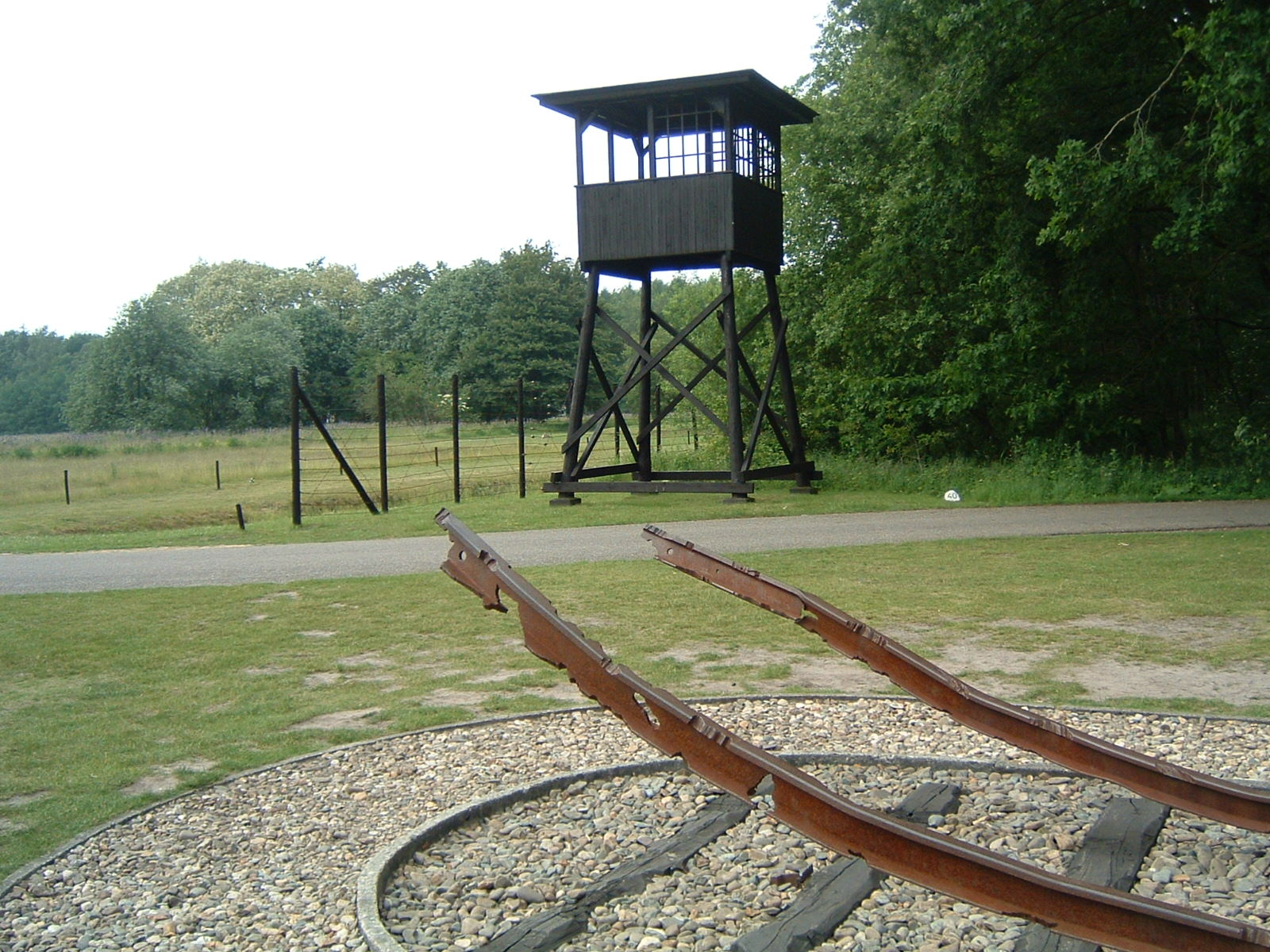
برج مراقبة أعيد بناؤه في وستربورك

معسكر العبور فستربورك (بالهولندية: Kamp Westerbork)‏ ، (بالألمانية: Durchgangslager Westerbork)‏ كان معسكر عبور في مقاطعة درينته، شمال شرق هولندا، خلال الحرب العالمية الثانية. أنشئ من قبل الحكومة الهولندية في صيف عام 1939 كان من المفترض أن يكون مخيم فستربورك بمثابة مخيم للاجئين لليهود الذين دخلوا هولندا بشكل غير قانوني.

## الغرض من معسكر فستربورك

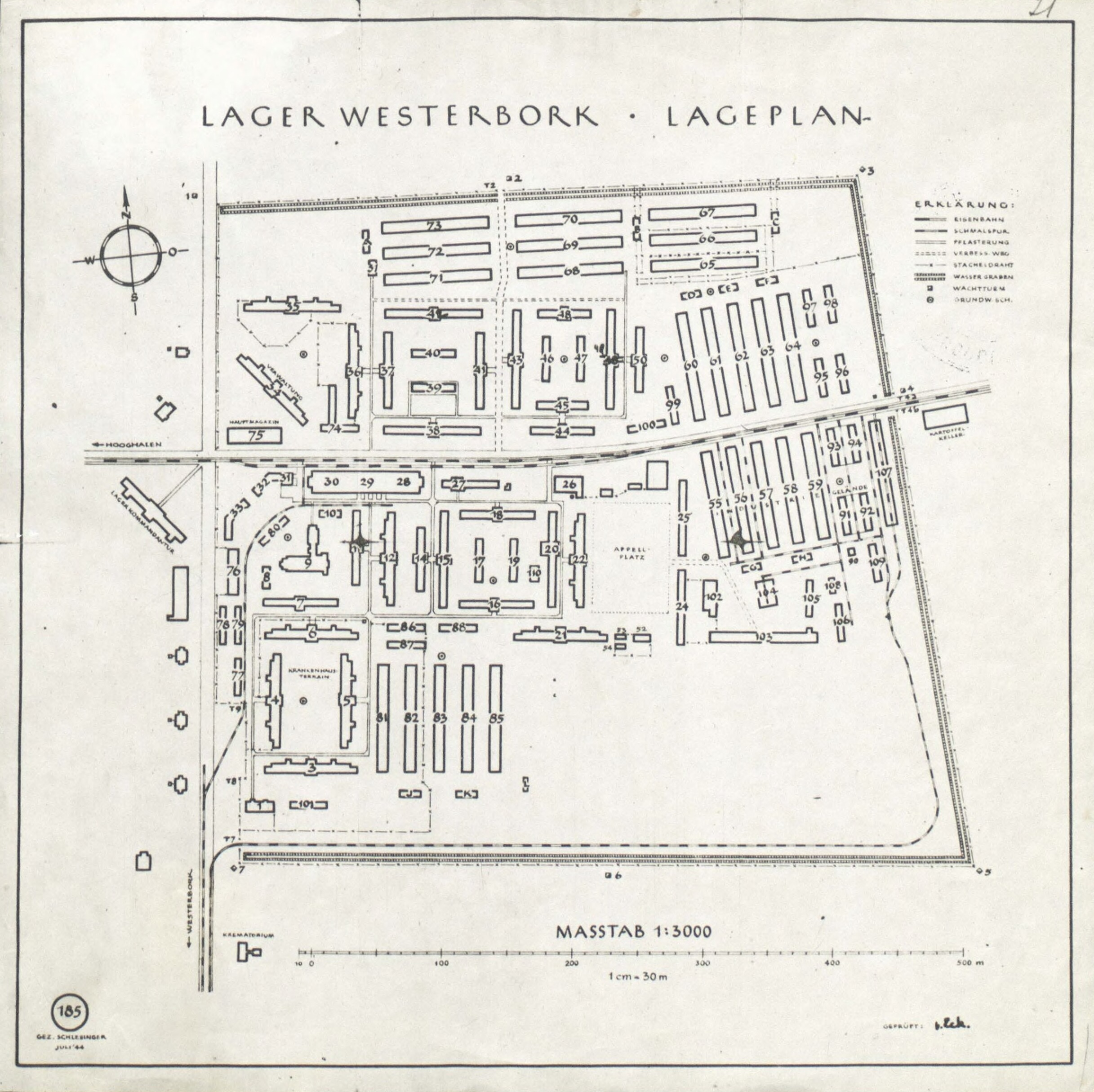
خريطة مخيم فستربورك

تم استخدام معسكر فستربورك كمنصة انطلاق لترحيل اليهود. فقط نصف كيلومتر مربع (119 فدانًا) في المنطقة، لم يتم بناء المخيم لغرض القتل كما كانت معسكرات الإبادة النازية. في الواقع، كان ينظر إلى فستربورك على أنه «إنساني» بالمعايير النازية. تم إيواء السجناء اليهود مع العائلات في 200 كوخ مترابط يحتوي على غرفتين ومرحاض وطبق ساخن للطهي وساحة صغيرة. تم وضع النزلاء العازبين في ثكنات مستطيلة تحتوي على حمام لكل جنس.
وصلت قطارات النقل إلى ويستربورك كل ثلاثاء من يوليو 1942 إلى سبتمبر 1944، وغادرت مع ما يقدر بـ 97,776 يهوديًا. تم ترحيل السجناء اليهود على شكل موجات إلى أوشفيتز (65 حمولة قطار بلغ مجموعها 60330 شخصًا)، سوبيبور (19 حمولة قطار ؛ 34313 شخصًا) ، تيريزينشتات غيتو، ومعسكر اعتقال بيرغن بيلسن (9 حمولة قطار ؛ 4894 شخصًا). وقتل جميع الأشخاص الذين تم ترحيلهم إلى أوشفيتز وسوبيبور في بولندا المحتلة من ألمانيا البالغ عددهم 94,643 شخصًا عند وصولهم.

### سجناء بارزون
كان من بين السجناء البارزين في فيستربورك آن فرانك، التي تم نقلها إلى معسكر فيستربورك في 4 أغسطس 1944  وإتي هيلسوم، وكتب كل منهم عن تجاربهم في اليوميات المكتشفة بعد الحرب. بقيت آن في المخيم في كوخ صغير حتى 3 سبتمبر، عندما تم ترحيلها إلى أوشفيتز.